# Ричвуд (Њу Џерзи)
Ричвуд (енгл. Richwood) насељено је место без административног статуса у америчкој савезној држави Њу Џерзи.

## Демографија
По попису из 2010. године број становника је 3.459.
| Група             | 2000.    | 2010.         |
| Белци             | 0 (0,0%) | 3.047 (88,1%) |
| Афроамериканци    | 0 (0,0%) | 130 (3,8%)    |
| Азијати           | 0 (0,0%) | 146 (4,2%)    |
| Хиспаноамериканци | 0 (0,0%) | 98 (2,8%)     |
| Укупно            | 0        | 3.459         |